# Abdomen (artrópodos)
Este artículo trata sobre el abdomen de los artrópodos; para el abdomen de los mamíferos véase, abdomen.
El abdomen de los artrópodos es la parte o tagma posterior del cuerpo, a continuación del tórax. En sentido amplio, el término abdomen se aplica al tagma final del cuerpo de todos los grupos de artrópodos; pero debido a que no están claras las homologías de las diferentes regiones del cuerpo en los diferentes grupos, suele usarse en sentido estricto para denominar exclusivamente el tagma final de los insectos.
Así, en los crustáceos, el tagma posterior se suele denominar pleon en vez de abdomen, y en los quelicerados (arácnidos, escorpiones, ácaros), opistosoma. Entre los artrópodos que carecen de abdomen están los miriápodos (milpiés, ciempiés escolopendras), que tienen el cuerpo dividido en cabeza y tronco, y los trilobites cuyo cuerpo consta de cabeza o céfalon, tórax y pigidio.

## Insectos

Anatomía de un insecto (C: abdomen): 13.- Estómago; 14.- Corazón; 15.- Ovarios; 16.- Intestino; 17.- Ano; 18.- Vagina; 19.- Cadena ganglionar ventral; 20.- Tubos de Malpighi.

En la mayoría de los órdenes de insectos está compuesto de once segmentos, aunque el segmento once está generalmente muy reducido y representado solamente por sus apéndices. En muchos insectos este número está aún más reducido. En los himenópteros apócritos el abdomen está muy modificado; el primer segmento está fusionado con el segmento final del tórax y se llama propodeo.
El abdomen de los insectos contiene los aparatos digestivo, reproductivo y circulatorio; carece de patas o alas en los adultos. En los insectos inmaduros de algunos grupos pueden tener ciertos tipos de apéndices en los segmentos uno a siete (patas falsas de Lepidoptera y sínfitos).
Hay ocho pares de espiráculos de función respiratoria. En el segmento once puede haber unos apéndices llamados cercos. El ano se abre en el último segmento.
Los órganos genitales del macho, usados en el apareamiento se encuentran en los segmentos ocho y nueve. Pueden ser muy complejos y se usan a veces para la identificación de especies. Las hembras de algunas especies poseen un órgano ovipositor, generalmente en los segmentos ocho y nueve. En el caso de himenópteros Aculeata el ovipositor está convertido en un aguijón usado para inyectar veneno.